# Filhos do Carnaval
 (décembre 2021).
La mise en forme du texte ne suit pas les recommandations de Wikipédia : il faut le « wikifier ».
Les points d'amélioration suivants sont les cas les plus fréquents :
- Les titres sont pré-formatés par le logiciel. Ils ne sont ni en capitales, ni en gras.
- Le texte ne doit pas être écrit en capitales (les noms de famille non plus), ni en gras, ni en italique, ni en « petit »…
- Le gras n'est utilisé que pour surligner le titre de l'article dans l'introduction, une seule fois.
- L'italique est rarement utilisé : mots en langue étrangère, titres d'œuvres, noms de bateaux, etc.
- Les citations ne sont pas en italique mais en corps de texte normal. Elles sont entourées par des guillemets français : « et ».
- Les listes à puces sont à éviter, des paragraphes rédigés étant largement préférés. Les tableaux sont à réserver à la présentation de données structurées (résultats, etc.).
- Les appels de note de bas de page (petits chiffres en exposant, introduits par l'outil «  Source ») sont à placer entre la fin de phrase et le point final[comme ça].
- Les liens internes (vers d'autres articles de Wikipédia) sont à choisir avec parcimonie. Créez des liens vers des articles approfondissant le sujet. Les termes génériques sans rapport avec le sujet sont à éviter, ainsi que les répétitions de liens vers un même terme.
- Les liens externes sont à placer uniquement dans une section « Liens externes », à la fin de l'article. Ces liens sont à choisir avec parcimonie suivant les règles définies. Si un lien sert de source à l'article, son insertion dans le texte est à faire par les notes de bas de page.
- La présentation des références doit suivre les conventions bibliographiques. Il est recommandé d'utiliser les modèles {{Ouvrage}}, {{Chapitre}}, {{Article}}, {{Lien web}} et/ou {{Bibliographie}}. Le mode d'édition visuel peut mettre en forme automatiquement les références.
- Insérer une infobox (cadre d'informations à droite) n'est pas obligatoire pour parachever la mise en page.

Pour une aide détaillée, merci de consulter Aide:Wikification.
Si vous pensez que ces points ont été résolus, vous pouvez retirer ce bandeau et améliorer la mise en forme d'un autre article.
Filhos do Carnaval est une série dramatique brésilienne diffusée à l'origine sur la chaîne de télévision câblée HBO en 2006. Il a finalement pris une pause après la mort de l'acteur qui jouait le protagoniste. Mais plus tard, il a gagné une nouvelle saison, qui a été diffusée en 2009.
Créé par Cao Hamburger et Elena Soarez, écrit par Soarezz, Hamburger et Anna Muylaert, et réalisé par Cao Hamburger, César Rodrigues, Flávio Tambelini et Luciano Moura, avec la direction générale de Cao Hamburger.
L'intrigue dépeint la vie quotidienne des carioca bicheiros et comment ils utilisent le carnaval pour blanchir de l'argent.

## Synopsis
Anésio Gebara (Jece Valadão) est propriétaire d'une école de samba et banquier du jeu des animaux. Il a quatre enfants : Anesinho (Felipe Camargo), Claudinho (Enrique Diaz), Brown (Rodrigo dos Santos) et Nilo (Thogun).
Dès le début de l'intrigue, Anesinho, le bras droit de son père, se suicide. Dès lors, les autres enfants ont commencé à se battre pour la place laissée par leur frère décédé.

## Distribution
- Jece Valadão : Anésio Gebara
- Felipe Camargo : Anesinho
- Enrique Diaz : Claudinho
- Rodrigo dos Santos : Brown / Antônio Carlos
- Thogun : Nilo
- Mariana Lima : Ana Cristina
- Tiago Queiroz Herz : Cris
- Jorge Coutinho : Joel da Paixão
- Felipe Martins : Órfão / Zé Júlio
- Felipe Wagner : Sirio
- Roberta Rodrigues : Rosana
- Maria Manoella : Bárbara
- Shirley Cruz : Glória
- Sônia Lino : Leonora
- Maria Francisca da Silva : dona Dadá
- Luizão Seixas : Robson
- Aline Barbosa : Regina
- Sabrina Rosa : Carlinha
- Sandro Farias : Sapão
- Wilson das Neves : Edson Lopes
- Anderson Ribeiro : L'ami de Brown
- Carol Rodrigues : mère de Carlinha
- Hélio Netto : Anesinho, flashback
- Roberto Rizzo : Cego

## Épisodes

### Première saison
1. Gato, o bicho das sete vidas
2. Avestruz, o bicho que não quer ver
3. Vaca, o bicho que dá leite
4. Leão, o rei dos bichos
5. Abraço de urso
6. Elefante, o bicho que não esquece

### Deuxième saison
1. Arrivederci
2. Herança Paterna
3. Os Reis do Rio
4. Amigo Oculto
5. Vala Comum
6. Love Boat
7. O Legítimo

## Prix et nominations
| Année | Prix               | Catégorie                      | Résultat |
| ----- | ------------------ | ------------------------------ | -------- |
| 2006  | Emmy Internacional | Meilleur téléfilm / mini-série | Nommé    |

## Les références
1. 1 2  (en) « missowl.com is for sale », sur HugeDomains (consulté le 29 décembre 2021)
2. ↑  (pt-BR) « Após morte de Jece Valadão, nova temporada de 'Filhos do carnaval' foca no conflito entre irmãos », sur O Globo, 17 septembre 2009 (consulté le 29 décembre 2021)
3. ↑  (es) Clarín.com, « Una historia original por donde se la mire », sur Clarín, 4 mars 2006 (consulté le 29 décembre 2021)
4. ↑  (en) « Film », sur IndieWire (consulté le 29 décembre 2021)